# Europacup I hockey vrouwen 2013
De Euro Hockey Club Champions Cup 2013 (Europacup) voor vrouwen is de 40ste editie en werd gehouden van 29 maart tot en met 1 april 2013 in Hamburg en de finale werd gespeeld in Bloemendaal in het pinksterweekend tussen 17 en 19 mei. Net als in 2009 namen er acht teams deel, verdeeld over twee poules. De dames van het Nederlandse Laren zijn de titelverdedigers. Zij werden in de finale verslagen door Den Bosch, dat daarmee de 13de titel veroverde.

## Poule-uitslagen

### Groep A
| Team                   | Pnt | GS | W | G | V | DV | DT | DS  |
| ---------------------- | --- | -- | - | - | - | -- | -- | --- |
| 1. HC 's-Hertogenbosch | 15  | 3  | 3 | 0 | 0 | 12 | 2  | +10 |
| 2. Uhlenhorster HC     | 8   | 3  | 1 | 1 | 1 | 5  | 5  | 0   |
| 3. Club de Campo       | 6   | 3  | 1 | 0 | 2 | 5  | 9  | −4  |
| 4. Rhythm Grodno       | 3   | 3  | 0 | 1 | 2 | 2  | 8  | −6  |

Vrijdag 29 maart 2013
- 15.00 A HC 's-Hertogenbosch - Club de Campo 7-1 (3-1)
- 17:00 A Uhlenhorster HC - Rhythm Grodno 2-2 (0-1)

Zaterdag 30 maart 2013
- 15.00 A Club de Campo - Rhythm Grodno 4-0 (2-0)
- 17:00 A Uhlenhorster HC - HC 's-Hertogenbosch 1-3 (1-0)

Zondag 31 maart 2013
- 15.00 A HC 's-Hertogenbosch - Rhythm Grodno 2-0 (0-0)
- 17:00 A Club de Campo - Uhlenhorster HC 0-2 (0-1)

### Groep B
| Team              | Pnt | GS | W | G | V | DV | DT | DS |
| ----------------- | --- | -- | - | - | - | -- | -- | -- |
| 1. Laren          | 15  | 3  | 3 | 0 | 0 | 9  | 2  | +6 |
| 2. KTHC Rot-Weiss | 8   | 3  | 1 | 0 | 1 | 5  | 4  | +1 |
| 3. Leicester HC   | 8   | 3  | 1 | 1 | 1 | 4  | 3  | +1 |
| 4. Atasport       | 2   | 3  | 0 | 0 | 3 | 1  | 10 | −9 |

Vrijdag 29 maart 2013
- 11.00 B Laren - Leicester HC 2-1 (1-1)
- 13:00 B KTHC Rot-Weiss - Atasport 3-1 (1-1)

Zaterdag 30 maart 2013
- 11.00 B Leicester HC - Atasport 2-0 (1-0)
- 13:00 B KTHC Rot-Weiss - Laren 1-2 (1-1)

Zondag 31 maart 2013
- 11.00 B Laren - Atasport 5-0 (3-0)
- 13:00 B Leicester HC - KTHC Rot-Weiss 1-1 (0-1)

## Finale ronde

### Plaats 5 tot 8
| 1 april 2013 08:30 UTC+2 |             |              |         |
| Rhythm Grodno            | Geannuleerd | Leicester HC | Hamburg |
|                          |             |              | Hamburg |

| 1 april 2013 10:45 UTC+2 |             |          |         |
| Club de Campo            | Geannuleerd | Atasport | Hamburg |
|                          |             |          | Hamburg |

### Halve finales
| 1 april 2013 13:00 UTC+2                                          |                  |                        |                                                             |
| HC 's-Hertogenbosch                                               | 3:0 (3:0)        | KTHC Stadion Rot-Weiss | Hamburg Scheidsrechters: Claire Adenot Pilar Lopez Martinez |
| 2' Maartje Paumen (sc) 7' Maartje Paumen (sb) 30' Marloes Keetels | Wedstrijdverslag |                        | Hamburg Scheidsrechters: Claire Adenot Pilar Lopez Martinez |

| 1 april 2013 15:15 UTC+2                                                  |                  |                                                                                             |                                                 |
| Uhlenhorster HC                                                           | 3:4 (2:1)        | Laren                                                                                       | Hamburg Scheidsrechters: Elena Eskina Lia Waine |
| 18' Marie Mävers (sc) 28' Janne Müller-Wieland (sc) 66' Kristina Hillmann | Wedstrijdverslag | 32' Kim Lammers (sc) 48' Macey de Ruiter (sc) 54' Macey de Ruiter (sc) 70' Kim Lammers (sc) | Hamburg Scheidsrechters: Elena Eskina Lia Waine |

### Finale
| 19 mei 2013 12:45 UTC+2                                                    |                  |                                 |                                                                                |
| HC 's-Hertogenbosch                                                        | 4:2 (2:1)        | Laren                           | Sportpark 't Kopje, Bloemendaal Scheidsrechters: Elena Eskina Michelle Meister |
| 1' Sabine Mol 23' Sabine Mol 49' Maartje Paumen (sc) 56' Vera Vorstenbosch | Wedstrijdverslag | 22' Kim Lammers 40' Kim Lammers | Sportpark 't Kopje, Bloemendaal Scheidsrechters: Elena Eskina Michelle Meister |

## Kampioen
| EuroHockey Club Champions Cup 2013 (Europacup I 2013) |
| ----------------------------------------------------- |
| Hockeyclub 's-Hertogenbosch 13de titel                |